# Улица Сакала
У́лица Са́кала (эст. Sakala tänav) — улица в Таллине, столице Эстонии. 

## География
Пролегает в микрорайонах Сюдалинн и Татари городского района Кесклинн. Начинается от перекрёстка бульвара Эстония с улицей Георга Отса, пересекается с улицами Кентманни, Татари и заканчивается в нескольких метрах от перекрёстка улицы Пеэтера Сюда и Пярнуского шоссе.
Протяжённость — 536 м.

## История
В конце XIX — начале XX века улица носила название Малая Перновская улица (эст. Veike-Pärnu uulits, Väike-Pärnu maantee, Väike Pärnumaantee, нем. Kleine Pernausche Straße). Решением Таллинской горуправы от 22.01.1936 улица получила название улица Сакала (эст. Sakala tänav, в период немецкой оккупации — эст. Sakalastraße). С 25 сентября 1959 года по 21 апреля 1960 года называлась улица Уганди (эст. Ugandi tänav), затем ей вернули прежнее название.

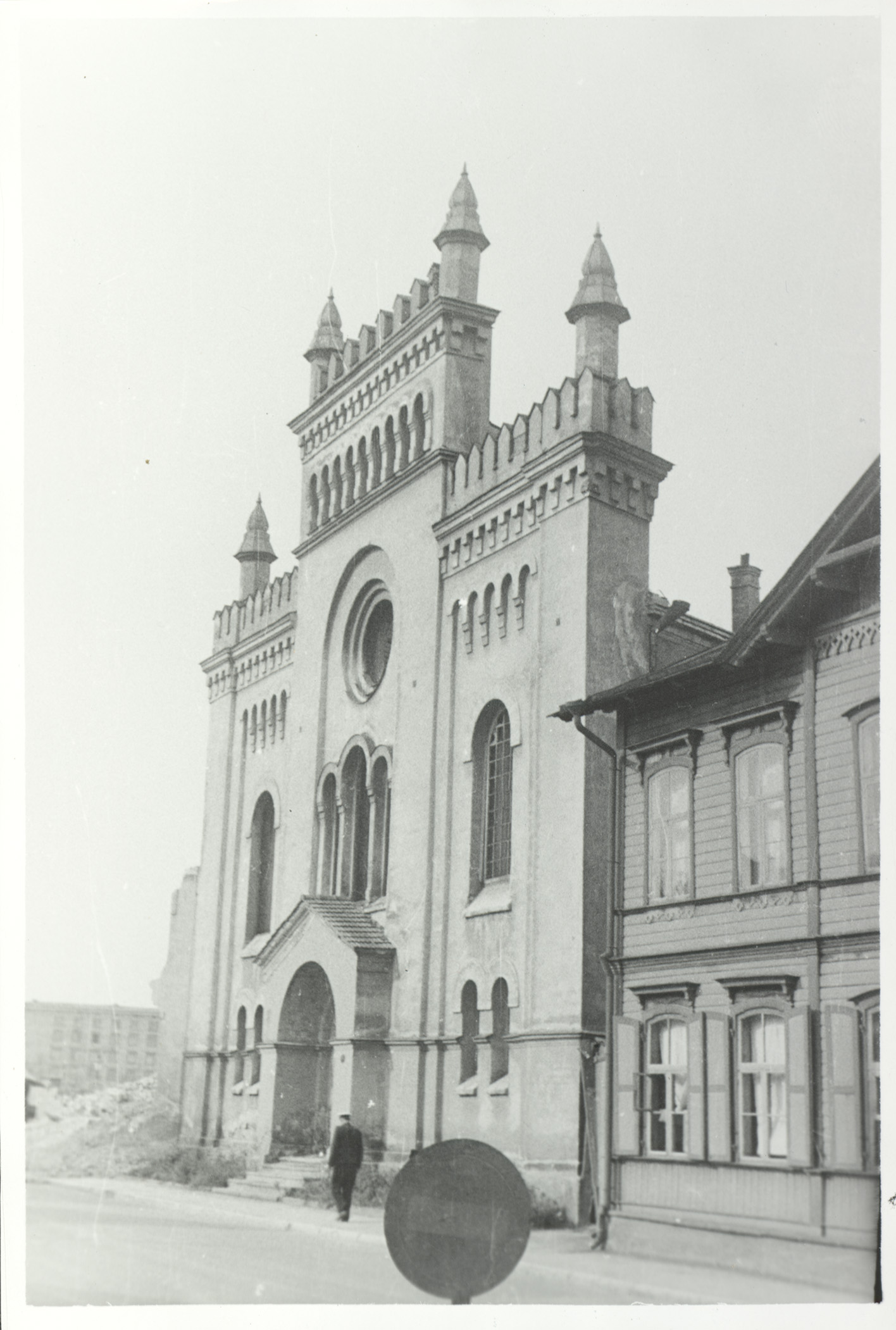
Синагога на углу улиц Сакала и Маакри, 1948 год

В XIX веке улица была в основном застроена малоэтажными деревянными домами, затем началось возведение каменных строений. Квартал в центре Таллина, окружённый с четырёх сторон бульваром Эстония и улицами Сакала и Кентманни, и состоящий из семи зданий, с 1992 года находится в распоряжении Банка Эстонии (им непосредственно используется пять из них). Строительство квартала началось в начале XX века. Первым в 1902–1904 годах на Малой Перновской улице было возведено здание Дворянского земельного банка, спроектированное рижским архитектором Августом Рейнбергом (1860—1908). Рядом с ним в 1909 году было построено здание Государственного банка Российской империи, спроектированное русским военным инженером Александром Яроном (Aleksandr Jaron, 1875 г. р.), где в 1919 году начал работать Банк Эстонии. В 1933 году Банк Эстонии объявил о расширении существующего здания и проведении архитектурного конкурса на строительство нового здания. Новое здание банка нужно было проектировать рядом со старым, на участке между бульваром Эстония и улицами Кентманни и Сакала. Окончательный проект (нынешний дом с рег. адресом Estonia pst 13 / Sakala tn 6) был выполнен на основе представленных на конкурс эскизов инженером Фердинандом Адоффом и архитекторами Гербертом Йохансоном (1884—1964) и Эугеном Хаберманном (1884—1944). Строительные работы начались летом 1933 года и завершились в 1935 году. Здание внесено в Государственный регистр памятников культуры Эстонии как памятник архитектуры.
На углу улиц Сакала и Маакри в 1884 году по проекту архитектора Николая Тамма-старшего была построена Большая хоральная синагога в неороманском стиле. Синагога и расположенная рядом с нею еврейская школа, построенная в 1906 году по проекту архитектора Луиса Кристофа, действовали до лета 1941 года. Затем школа была закрыта, а синагогу оккупационные немецкие войска превратили в военный склад. Она сильно горела в результате мартовской бомбардировки 1944 года и до 1947 года стояла в руинах, затем была снесена.
Общественный транспорт по улице не курсирует.

## Застройка

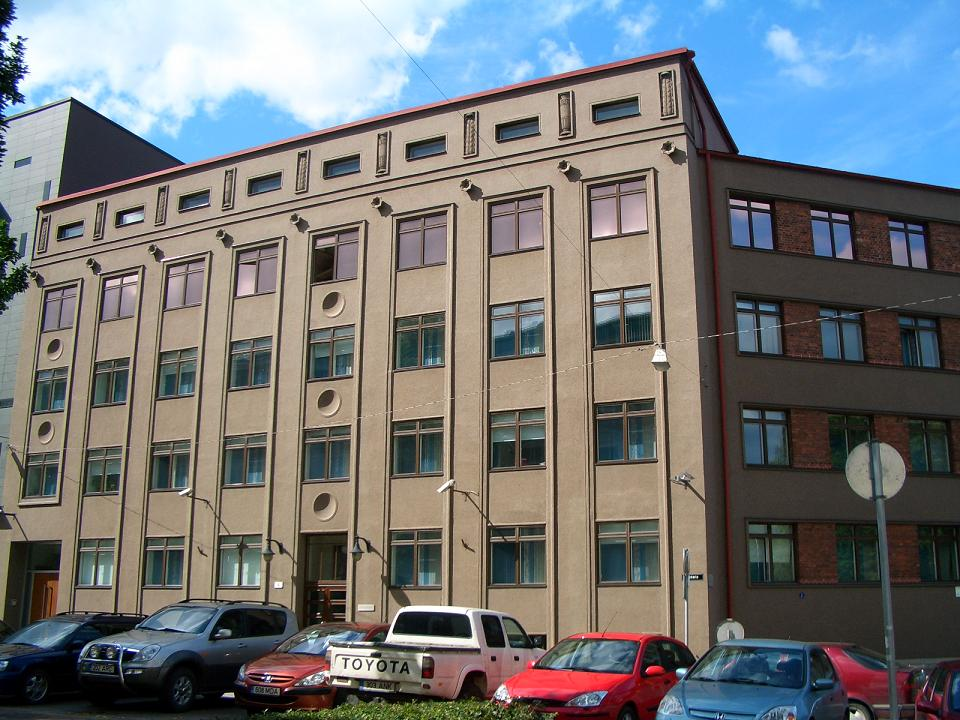
Sakala tn 4

Sakala Ärimaja,
Kentmanni tn 4 / Sakala tn 10

Застройка улицы в основном представлена строениями первой половины XX века и начала XXI века. Примеры застройки:
- дом 4 — пятиэтажное здание в стиле функционализма построено в 1935 году как офисно-жилой дом Эстонского сельскохозяйственного кредитного общества. Архитектор  Э.-Й. Куусик. Находится в пользовании Банка Эстонии с 1992 года[5];
- дом 6 — здание было построено в 1906 году как жилой дом (архитектор неизвестен). Это кирпичное здание с простым внешним видом, но несколько тяжеловесным интерьером до начала 1990-х годов использовалось как больница и родильный дом, с 1992 года находится в пользовании Банка Эстонии[5];
- дом 7 — квартирный дом с коммерческими площадями на первом этаже, построен в 1938 году по проекту архитектора Бориса Чернова;
- дом 10 (рег. адрес Kentmanni tn 4 / Sakala tn 10) — шестиэтажное бизнес-здание Sakala Ärimaja, построено в 2013 году;
- дом 11 — четырёхэтажный каменный квартирный дом с подземным этажом (1940);
- дом 12 — шестиэтажный квартирный дом с коммерческими площадями на первом этаже (1952);
- дом 14 — двухэтажный деревянный дом начала XX века, редкое здание с сохранившимся до наших дней деревянным декором фасадов. Из исторических деревянных деталей сохранились обшивка, угловые молдинги, двусторонняя входная дверь с навесом и многое другое. В доме сохранилась первоначальная планировка помещений, а также изразцовые печи, сводчатые потолки, деревянные лестницы и внутренние двери с металлической фурнитурой. Весной 2019 года Таллинский дорожный департамент предложил снести это здание, которое препятствует созданию более широкой дороги для облегчения движения по улице, но, по мнению Департамента защиты памятников старины, это ценный дом, который можно взять под охрану государства как памятник культуры[9]. Дом передан в безвозмездное пользование Таллинскому департаменту культуры[10];
- дом 16 — шестиэтажный квартирный дом, возведённый в 2003 году на основе трёхэтажного каменного строения 1901 года;
- дом 16А — пятиэтажный квартирный дом с коммерческими площадями (2013);
- дом 18 — семиэтажный офисно-жилой дом с подземным этажом (2002);
- дом 20 — восьмиэтажный квартирный дом (2005);
- дом 22 — девятиэтажный офисно-жилой дом (2003).

На углу Пярнуского шоссе и улицы Сакала находится дом с адресом Pärnu mnt 27. Изначально он имел адрес Sakala tn 50. Офисно-жилое здание в стиле ар-деко спроектировано архитектором Борисом Черновым в 1937 году.

### Памятники архитектуры
Три здания на улице Сакала внесены в Государственный регистр памятников культуры Эстонии как памятник архитектуры:
- дом 1 (1 // 3) — здание с примечательной архитектурой представляет собой четырёхэтажный каменный дом с двумя подвалами. В строительном регистре обозначен как два строения: дом 1 и дом 3. Изначально планировалось как казино для Центрального собрания офицеров Эстонской Республики. Строительство по проекту Эдгара-Йоханна Куусика началось в 1938 году, было приостановлено после событий июня 1940 года и завершено в 1947 году. В советское время в здании сначала располагался Дом культуры трудящихся[12], затем — Центральный дом политического просвещения ЦК КПЭ. После восстановления независимости в здании на арендованных площадях работало несколько организаций. В 1990 году здание было передано Театру-студии Старого города[эст.], в 2004 году в нём открылсяТеатр NO99[эст.] (с рег. адресом Sakala tn 3)[13].

В 1944 году, когда строительство здания возобновилось, первоначально запланированный декор с эмблемами эстонских воинских частей был заменён на советский. Когда здание использовалось как театр, в дизайн интерьера были внесены изменения. К колоннаде со стороны улицы Сакала пристроили навес. Вестибюль имеет колонны с отделкой из искусственного мрамора и богатый декор-стукко на потолках и стенах. Барельефы Владимира Ленина и Карла Маркса времён Дома политпросвещения на стене зала сохранены в скрытом виде. Восстановлены оригинальные люстры и бра, лестницы, поручни, двери и частично полы;
- дом 21 — четырёхэтажное здание из известняка в стиле позднего историзма, построено в 1905 году по проекту Отто Шотта (Otto Schott). Задумывалось как жилой дом с большими представительскими квартирами, но после завершения строительства стало школьным зданием. В нём работали Таллинская торговая школа, затем Коммерческая гимназия для мальчиков. В 1920-х годах здание было капитально перестроено по проекту Г. Йохансона[15];
- дом 23 — двухэтажное кирпичное здание с мансардным этажом и гаражом, построено в 1903 году по проекту Отто Шотта как дом пастора и церковного служащего фон Кюхльберга. Представляет из себя виллу начала 20-го столетия в стиле историзма. Внесено в Государственный регистр памятников культуры Эстонии как памятник архитектуры. Во внешнем виде здания доминирует тёмный керамический кирпич, присутствуют элементы неоготики и неоманьеризма. Здание, которое десятилетиями использовалось как офис, сохранило лишь некоторые детали своего интерьера — оконные рамы, некоторые двери, лестницу и потолочную роспись[16].

Улица Сакала, памятники архитектуры
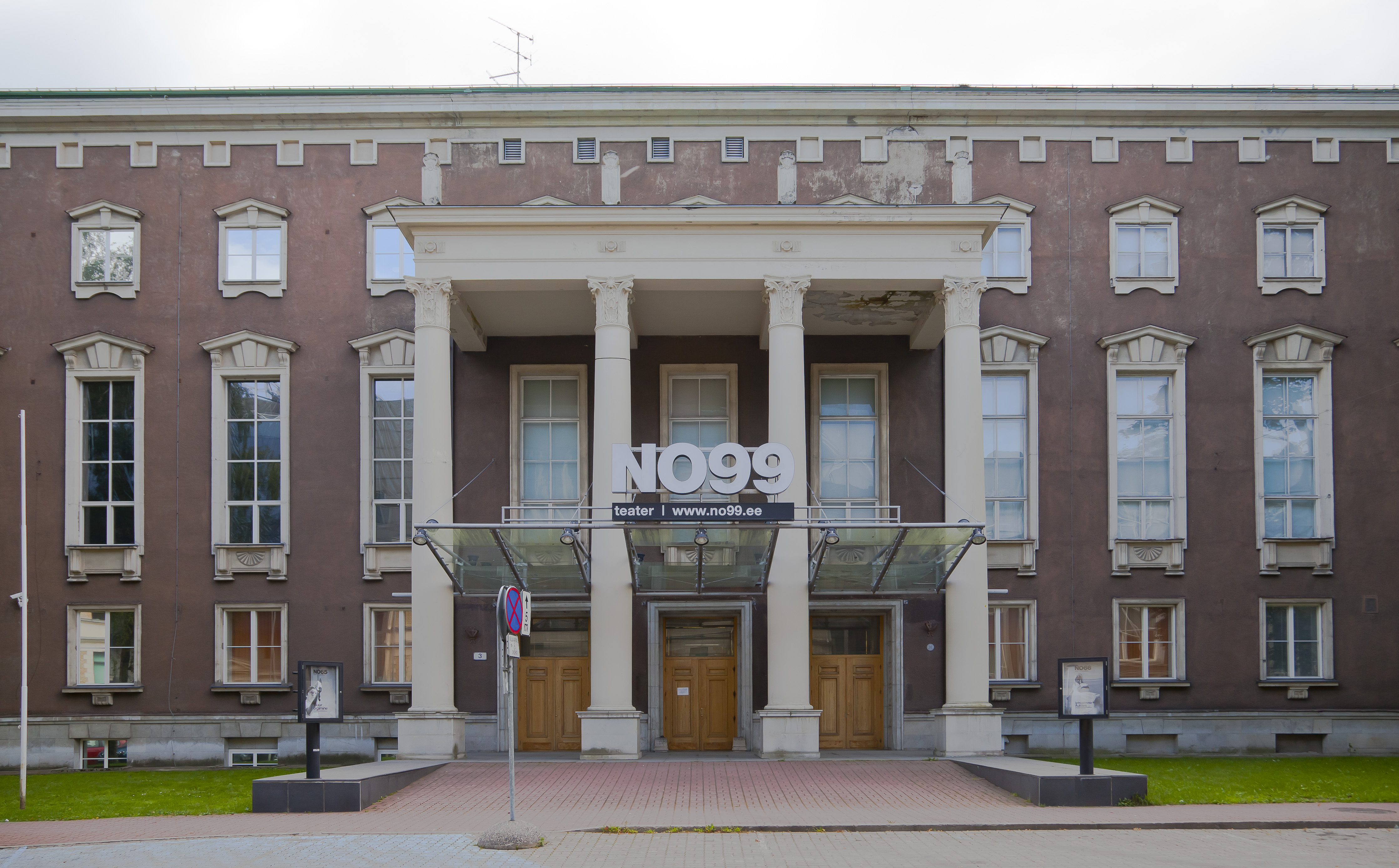
Sakala tn 1
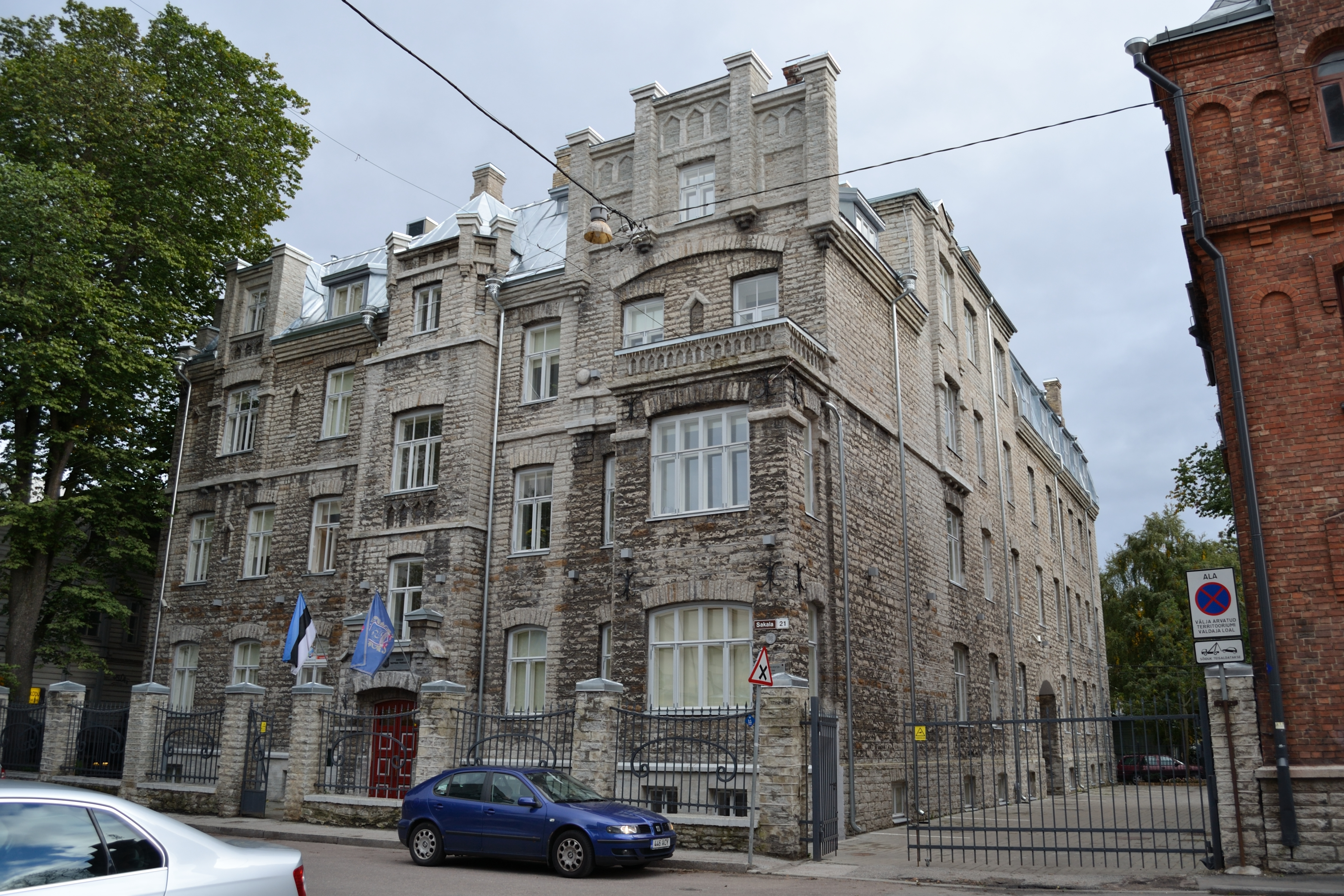
Sakala tn 21, Частная гимназия Сакала
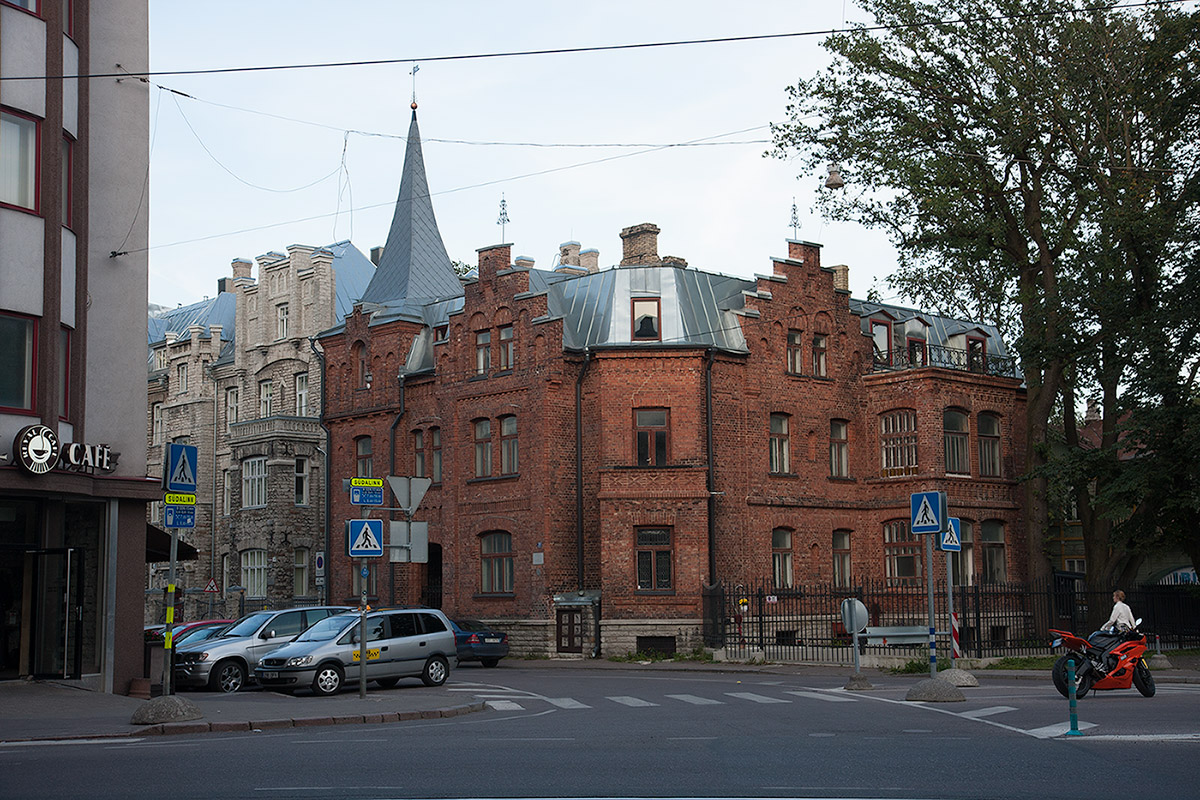
Sakala tn 23

## Учреждения и предприятия
- Sakala tn 1 — Министерство обороны Эстонии[17];
- Sakala tn 3 — Театральный дом «Sakala 3»[18];
- Sakala tn 4 — Финансовая инспекция[19];
- Sakala tn 21 — Частная гимназия Сакала, основной язык обучения — русский[20].

Улица Сакала
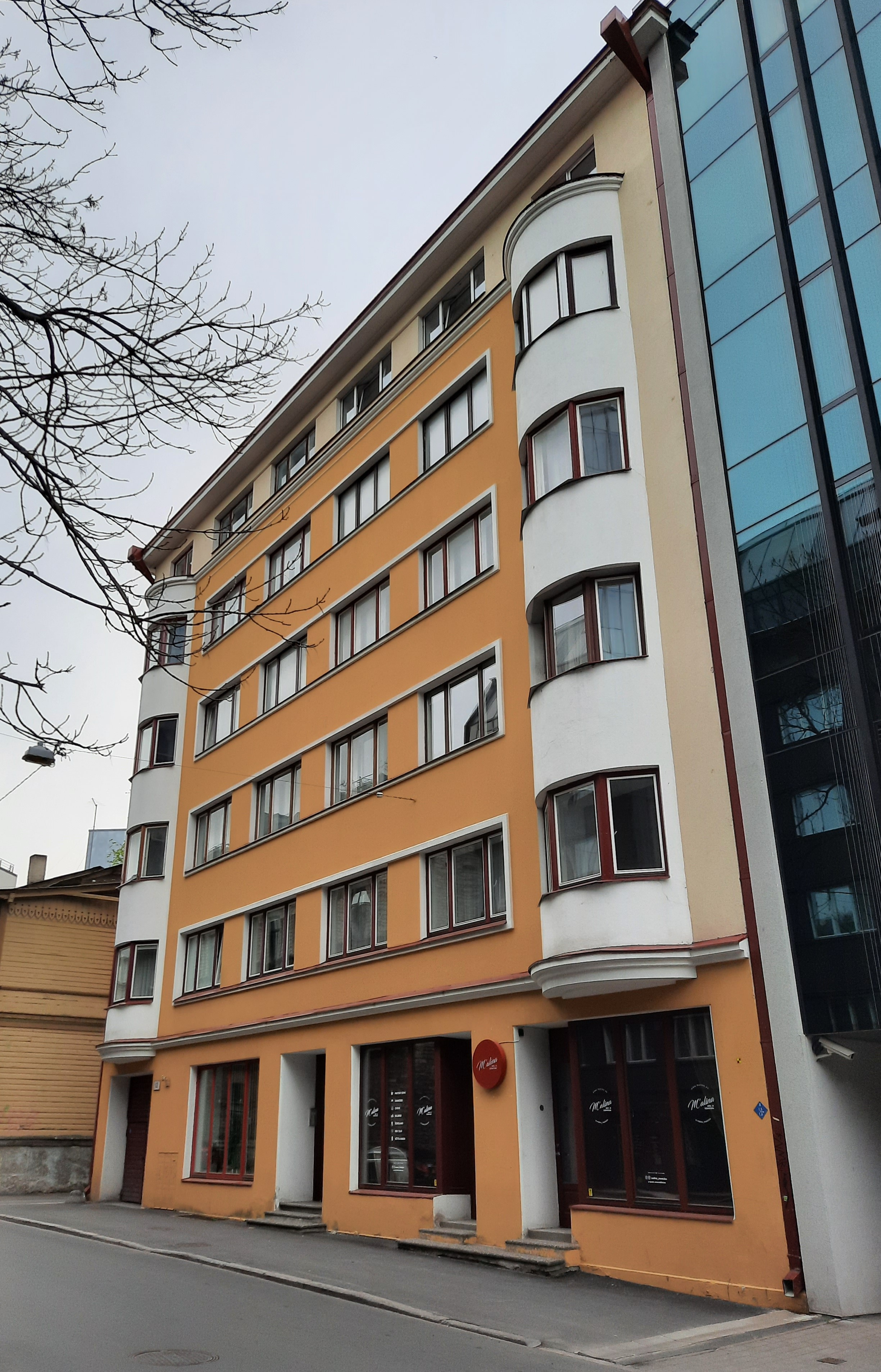
Дом 12
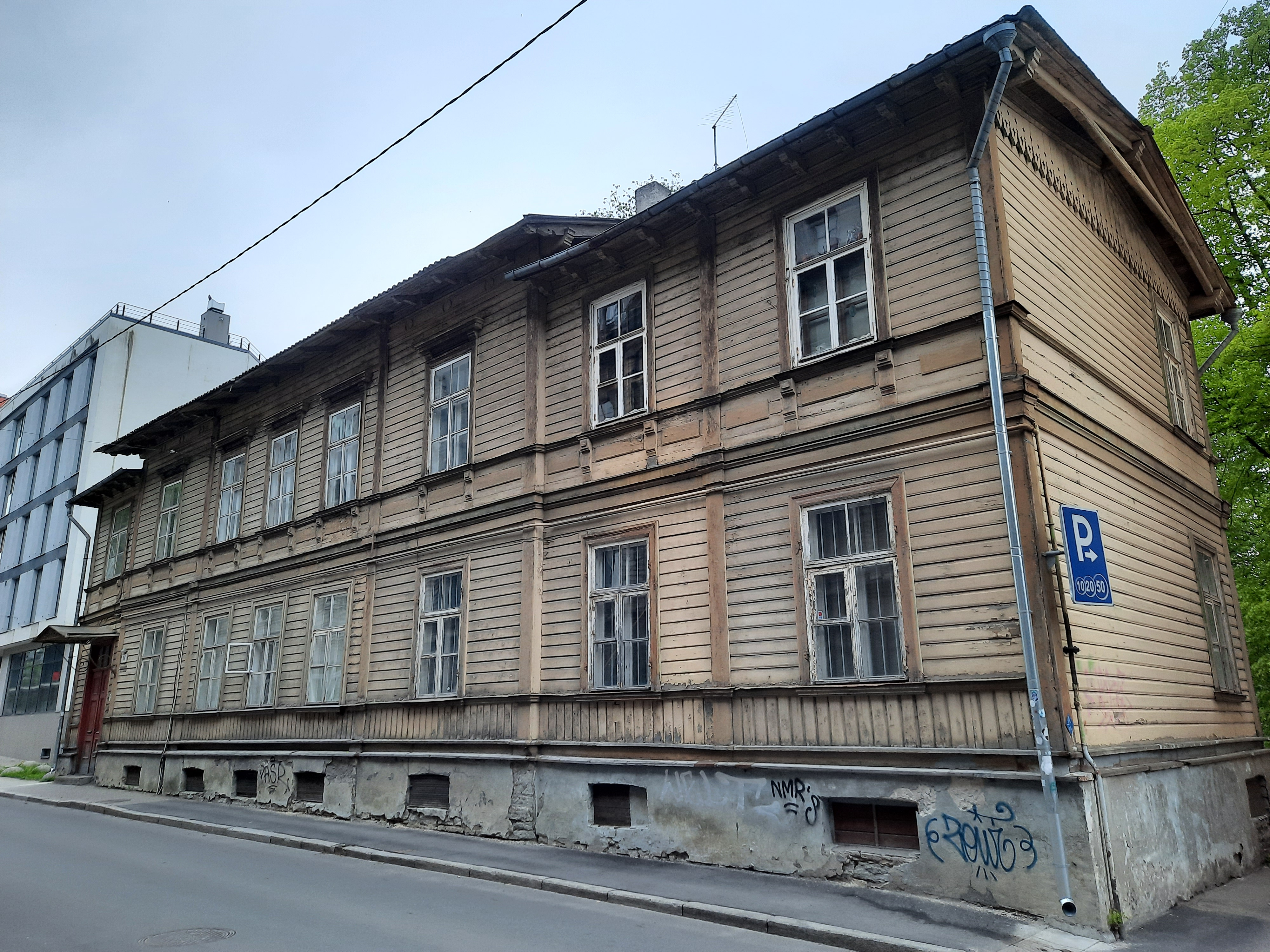
Дом 14
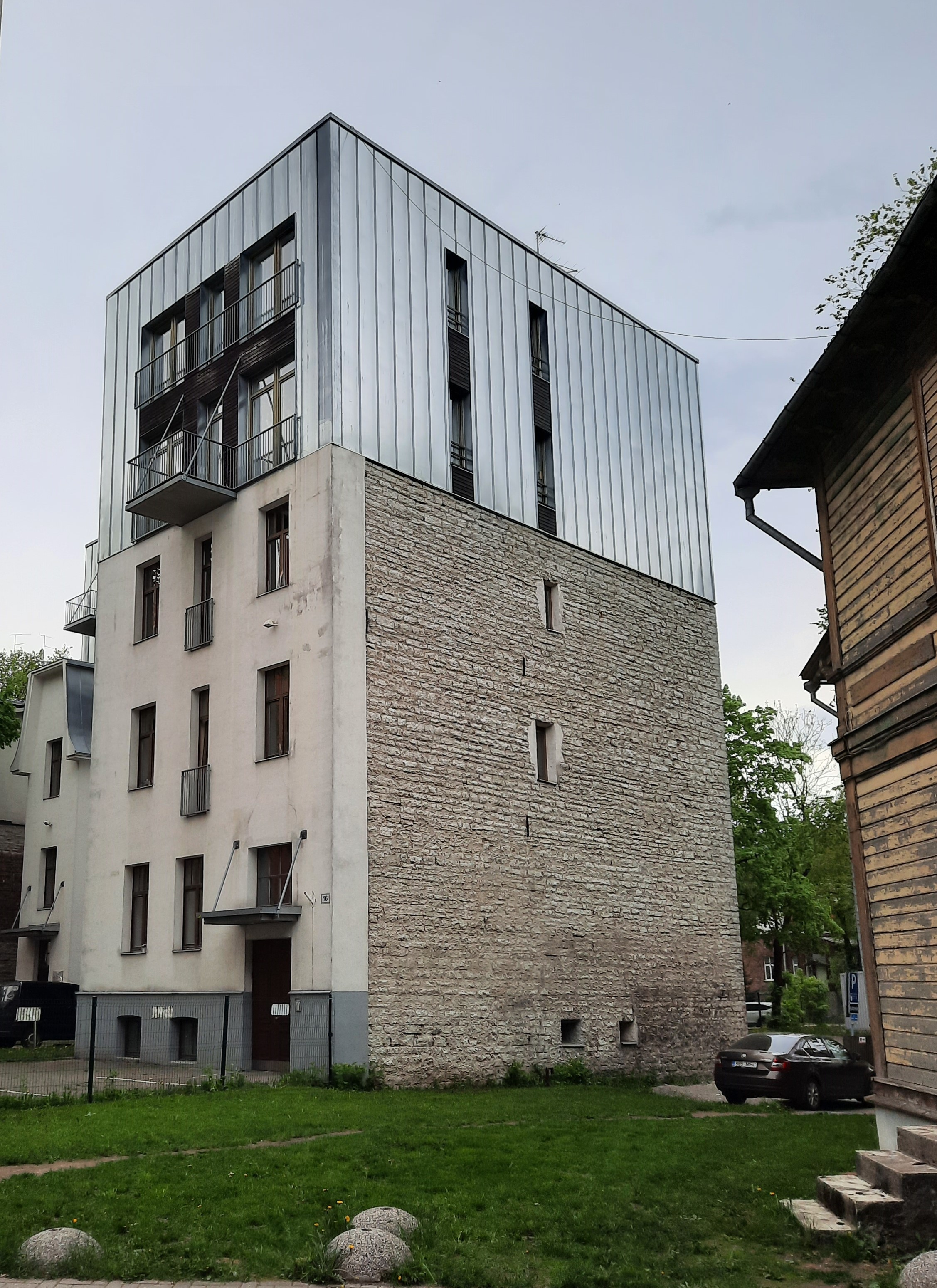
Дом 16
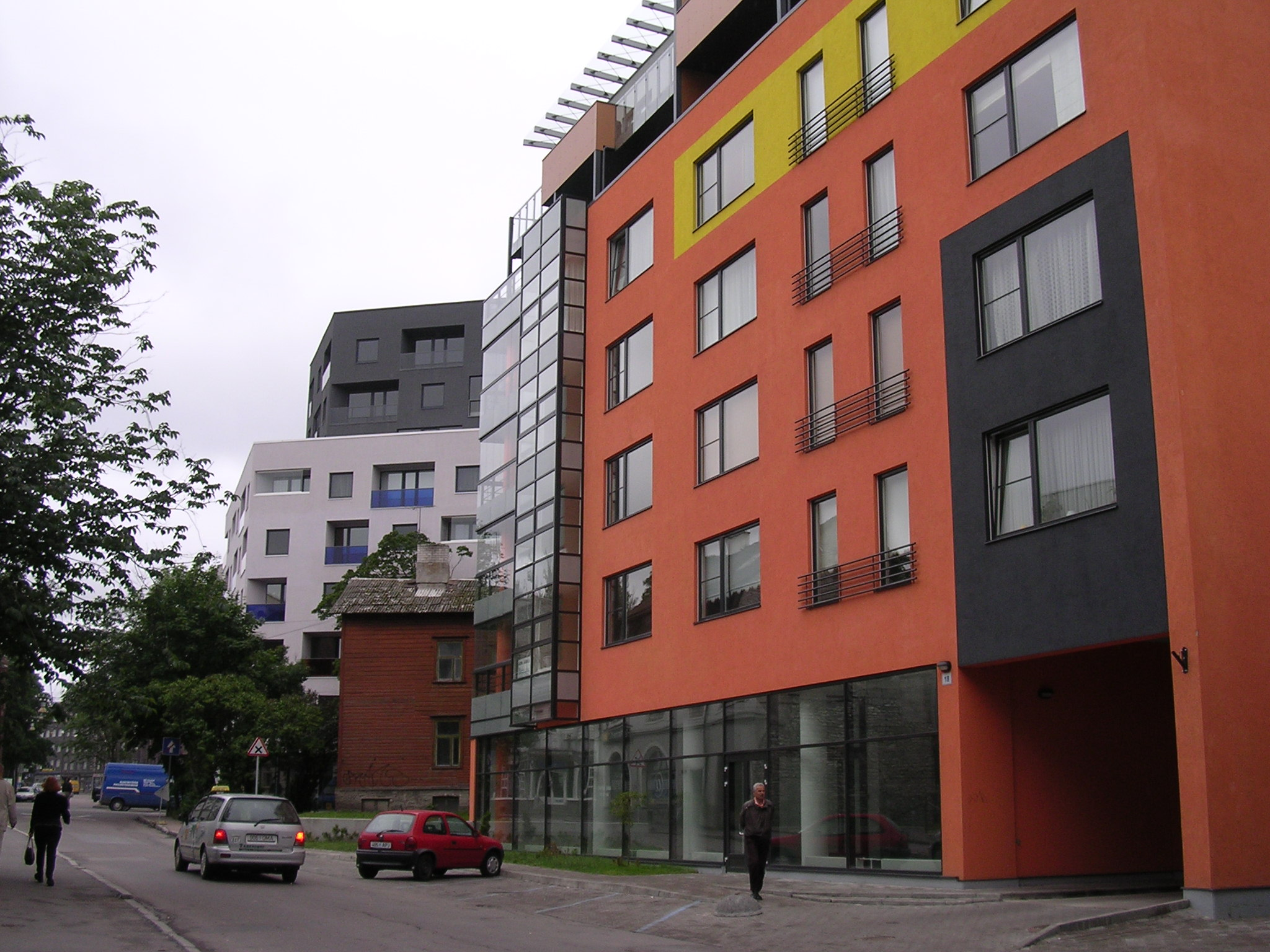
Дом 18
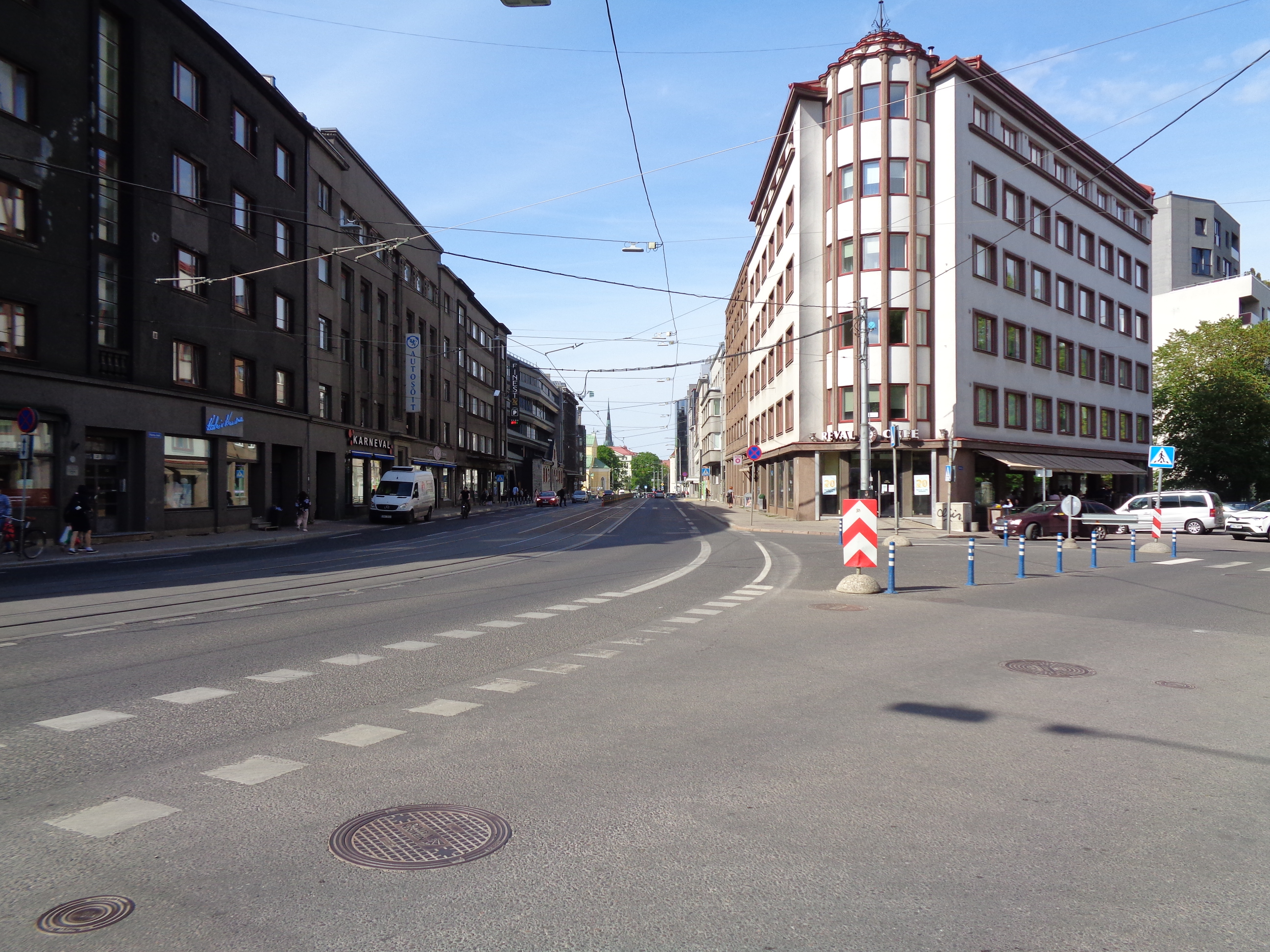
Справа — бывший дом Sakala tn 50, в наст. время Pärnu mnt 27